# Moadon Kaduregel Bnei Yehuda Tel Aviv
Il Moadon Kaduregel Bnei Yehuda Tel Aviv (in ebraico בני יהודה תל אביב‎?), noto semplicemente come Bnei Yehuda, è una società calcistica israeliana con sede nella città di Tel Aviv, militante nella Liga Leumit, la seconda serie del campionato israeliano di calcio.
Disputa le partite interne allo Stadio Bloomfield di Tel Aviv.

## Storia
Fondato nel 1936, il club (il cui nome significa letteralmente "Figli di Giuda") raggiunge la promozione in prima divisione nel 1959 e da quel momento ha qui passato la maggior parte della sua storia. Messo un po' in ombra dai due maggiori club di Tel Aviv (il Maccabi e l'Hapoel), il Bnei Yehuda conquista il suo primo successo, la Coppa di Stato, nel 1968, replicandosi nel 1980 sotto la guida del futuro ct. della nazionale israeliana Shlomo Sharf. Nella stagione 1989-90 giunge il primo titolo nazionale: guidato in panchina dalle vecchie glorie del calcio israeliano Giora Spiegel e Rami Levi e trascinato dal capitano Moshe Sinai, il Bnei Yehuda vince il campionato staccando di 4 punti l'Hapoel Petah Tikva. Gli anni novanta confermano il buon momento del club, che nel frattempo si arricchisce di calciatori del calibro di Alon Mizrahi, Haim Revivo e l'ucraino Nikolai Kodritzki. Nel 1992 giunge anche la prima Toto Cup.

Gli anni d'oro si interrompono bruscamente nel 1994, quando un incidente stradale strappa la vita a Kodritzki, mentre - ironia della sorte - tornava da un'amichevole tra la nazionale ucraina e quella israeliana.

Nel 1997 il Bnei Yehuda si aggiudica nuovamente la Toto Cup, ma i fasti del passato paiono ormai lontani. Al termine della stagione 2000-01 giunge pure la retrocessione in seconda divisione, anche se prontamente riscattata l'anno seguente.

## Organico

### Rosa 2024-2025
Aggiornata al 20 gennaio 2025.
| N. |                    | Ruolo | Calciatore          |
| -- | ------------------ | ----- | ------------------- |
| 1  | Israele (bandiera) | P     | Omer Nir'on         |
| 2  | Brasile (bandiera) | D     | Allyson             |
| 3  | Israele (bandiera) | D     | Dan Mori (capitano) |
| 4  | Israele (bandiera) | D     | Fadi Najar          |
| 7  | Israele (bandiera) | C     | Ariel Lazmi         |
| 8  | Israele (bandiera) | C     | Shay Mazor          |
| 10 | Israele (bandiera) | A     | Amit Zenati         |
| 11 | Israele (bandiera) | A     | Mohammad Ghadir     |
| 12 | Israele (bandiera) | D     | Amir Rustum         |
| 14 | Israele (bandiera) | D     | Amit Cohen          |
| 15 | Cile (bandiera)    | C     | Pedro Campos        |
| 16 | Israele (bandiera) | C     | Avishay Cohen       |
| 19 | Niger (bandiera)   | C     | Yussif Moussa       |
| 21 | Israele (bandiera) | C     | Tambi Sagas         |

| N. |                    | Ruolo | Calciatore        |
| -- | ------------------ | ----- | ----------------- |
| 22 | Israele (bandiera) | A     | Eyal Hen          |
| 26 | Israele (bandiera) | A     | Roi Ben Shimon    |
| 27 | Serbia (bandiera)  | C     | Matija Ljujić     |
| 28 | Israele (bandiera) | A     | Niv Zrihan        |
| 29 | Togo (bandiera)    | A     | Ayi Silva Kangani |
| 30 | Israele (bandiera) | C     | Stav Finish       |
| 33 | Israele (bandiera) | P     | Barak Levi        |
| 40 | Israele (bandiera) | C     | Ronen Gerdashov   |
| 59 | Brasile (bandiera) | D     | Michael Rangel    |
| 77 | Israele (bandiera) | C     | Elian Ruhana      |
| 88 | Israele (bandiera) | P     | Shahar Amsalem    |
|    | Israele (bandiera) | D     | Nir Gvili         |
|    | Israele (bandiera) | A     | Amir Khalaila     |

## Rose delle stagioni precedenti
- 2011-2012

## Palmarès

### Competizioni nazionali
- Campionato israeliano: 1

1989-1990
- Coppa di Israele: 4

1967-1968, 1980-1981, 2016-2017, 2018-2019
- Toto Cup: 2

1991-1992, 1996-1997
- Supercoppa d'Israele: 1

1962
- Liga Leumit: 1

2014-2015

### Altri piazzamenti
- Campionato israeliano:

Secondo posto: 1980-1981, 1986-1987, 1991-1992
Terzo posto: 1981-1982, 1992-1993, 2011-2012
- Coppa d'Israele:

Finalista: 1964-1965, 1977-1978, 2005-2006, 2009-2010
Semifinalista: 2019-2020
- Coppa di Lega israeliana:

Finalista: 1986-1987
Semifinalista: 2000-2001
- Supercoppa d'Israele:

Finalista: 1968, 1981, 2017, 2019
- Liga Leumit:

Secondo posto: 2001-2002